# Sejm konwokacyjny 1733
Sejm konwokacyjny 1733 – sejm konwokacyjny I Rzeczypospolitej został zwołany 7 lutego 1733 roku do Warszawy. 
Sejmiki przedsejmowe w województwach odbyły się 16 marca 1733 roku. Marszałkiem sejmu obrano Michała Massalskiego, starostę grodzieńskiego. 
Obrady sejmu trwały od 27 kwietnia do 23 maja 1733 roku. 22 czerwca 1733 roku odbyły się sejmiki relacyjne.